# Niceforo Caranteno
fNiceforo Caranteno (in greco Νικηφόρος ὁ Καραντηνός?; XI secolo – 1075 circa) è stato un generale bizantino che combatté contro i Bulgari nei Balcani e contro i Normanni in Italia.

## Biografia
Le principali fonti per ricostruire la sua vita sono le opere di Giovanni Scilitze, Lupo Protospata e l'Anonymi Barensis Chronicon. 
Caranteno combatté contro i Bulgari e per le sue vittorie venne nominato duca di Skopje. 
Nel 1067 l'imperatore Costantino X Ducas lo inviò, assieme al catapano Mabrica, a salvaguardare i domini bizantini nell'Italia meridionale e in particolare a recuperare le città della Puglia cadute nelle mani dei Normanni.
I bizantini riconquistarono così Taranto, Castellaneta e Brindisi, e per queste gesta Niceforo ricevette il titolo di Stratego di Brindisi. Ma la sua signoria ebbe breve durata. I Normanni ritornarono sotto le mura della città pugliese e la posero in un estenuante assedio: nel gennaio 1070 Caranteno fece finta di arrendersi e poi attaccò proditoriamente i Normanni che stavano scalando le mura della città; fece decapitare alcune decine di cadaveri e inviò le teste prima a Durazzo e poi a Costantinopoli per impressionare favorevolmente l'imperatore. L'esito finale dell'assedio di Brindisi fu tuttavia favorevole ai Normanni che nell'aprile 1071 riconquistarono definitivamente la città, costringendo Niceforo alla fuga in Oriente. 
Nel 1072 Niceforo fu nuovamente inviato dal basileus in Bulgaria per sedare una rivolta.